# Högklint/Nygårds
Högklint och Nygårds is een plaats in de gemeente, landschap en eiland Gotland in de provincie Gotlands län in Zweden. De plaats heeft 272 inwoners (2005) en een oppervlakte van 124 hectare.